# British Army
British Army – wojska lądowe Brytyjskich Sił Zbrojnych, powstałe w 1707 roku po zjednoczeniu Anglii i Szkocji w Królestwo Wielkiej Brytanii.
W grudniu 2008 roku liczba żołnierzy pełniących służbę zawodową w British Army wynosiła 104 960. Dodatkowo służbę pełni niewielka liczba Gurkhów oraz żołnierze ochotniczej Territorial Army.
Od 2018 naczelnym dowódcą British Army jest generał Mark Carleton-Smith.

## Historia

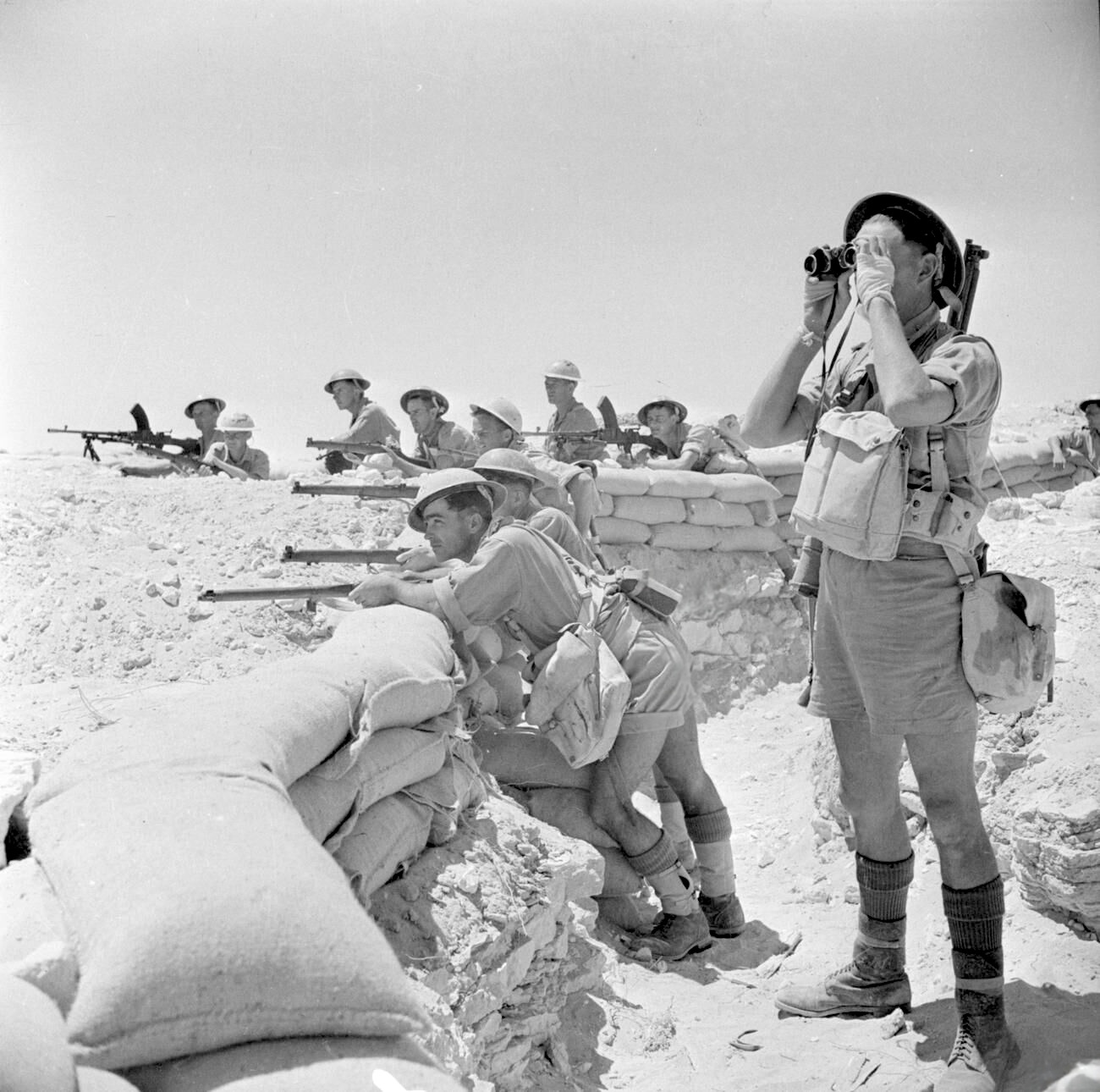
Bitwa pod El Alamein

Armia Brytyjska powstała w 1707 roku z połączenia armii Anglii i Szkocji, równolegle ze zjednoczeniem obu krajów w Królestwo Wielkiej Brytanii.
Armia odegrała ważną rolę w rozwoju imperium brytyjskiego, chroniąc interesy Wielkiej Brytanii w jej licznych koloniach, protektoratach i dominiach. Wiek XVIII i XIX to okres licznych wojen Wielkiej Brytanii, która zaangażowana była m.in. w wojnę siedmioletnią, wojnę o niepodległość Stanów Zjednoczonych, wojny napoleońskie, I i II wojnę opiumową, wojny maoryskie, I i II wojnę burską oraz wojnę krymską.

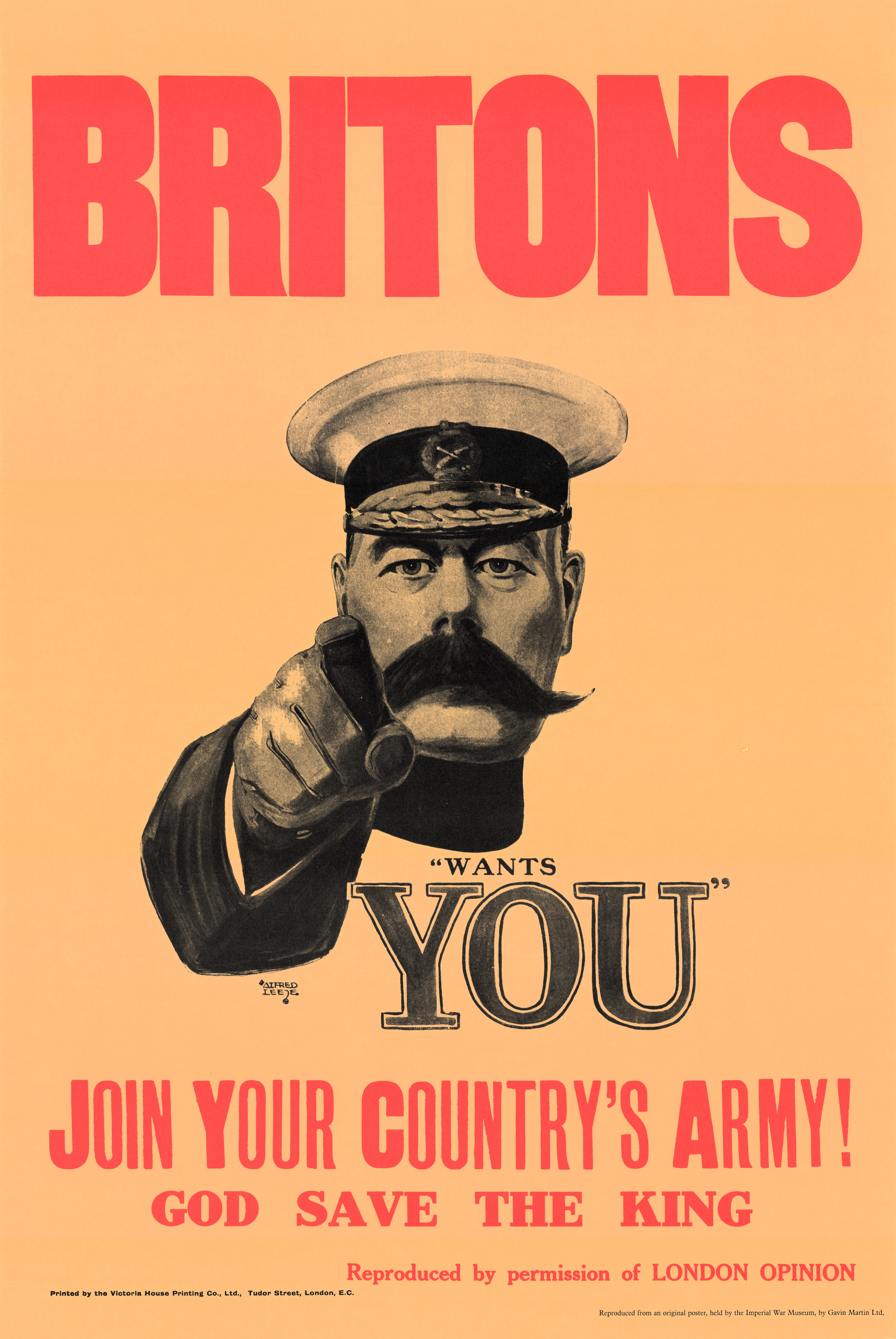
Ikoniczny plakat Lord Kitchener Wants You

W 1914 roku, po wybuchu I wojny światowej z British Army wydzielono Brytyjski Korpus Ekspedycyjny (British Expeditionary Force), który przez cztery lata walczył w Belgii i Francji. Podczas wojny zginęło ponad 800 000, a rannych zostało ponad 2 000 000 brytyjskich żołnierzy.
Podczas II wojny światowej ponownie sformowany został i wysłany do Francji korpus ekspedycyjny. Po nieudanej konfrontacji z wojskami III Rzeszy wojska brytyjskie zostały ewakuowane z Dunkierki. Od 1940 roku armia brytyjska walczyła w Afryce Północnej. Wojska brytyjskie uczestniczyły w operacjach Husky (lądowanie na Sycylii w 1943) oraz Overlord (lądowanie w Normandii w 1944). Na Dalekim Wschodzie armia brytyjska zmagała się z wojskami japońskimi, broniąc Hongkongu, Singapuru oraz Birmy.
Po II wojnie światowej znacznie zmniejszono liczbę żołnierzy w British Army, a w 1960 roku zniesiono obowiązek służby wojskowej (wprowadzony był w latach 1916–1919 i 1939–). Dalsze ograniczenie wielkości armii wiązało się z dekolonizacją. Uczestniczyła ona jednak w wojnie koreańskiej oraz wojnie sueskiej. Pewna część wojsk pozostała również na terenie Niemiec, głównie ze względu na potencjalną agresję Związku Radzieckiego. Okres zimnej wojny przyniósł znaczny rozwój technologiczny w armii brytyjskiej. W 1982 roku brytyjskie siły zbrojne uczestniczyły w wojnie falklandzkiej, gdy Falklandy zostały zajęte przez wojska argentyńskie.
Począwszy od 1968 roku British Army stacjonuje w Irlandii Północnej, gdzie wspierała lokalną policję (Royal Ulster Constabulary) podczas trwającego trzy dekady konfliktu wewnętrznego. Wraz z normalizacją sytuacji w Irlandii, zmniejsza się liczba wojsk tam stacjonujących.

## British Army obecnie

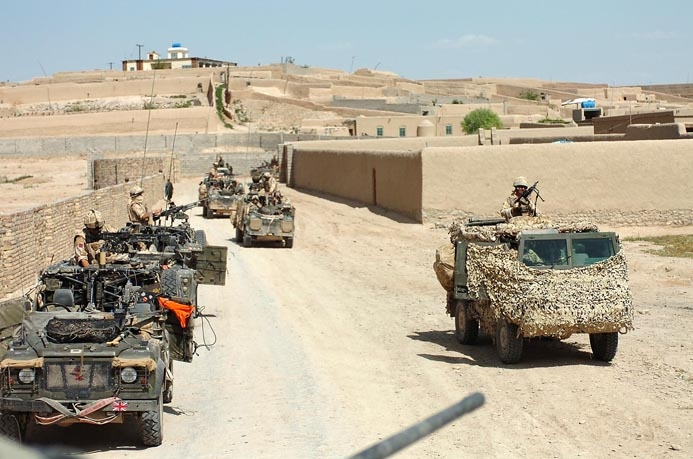
Żołnierze brytyjscy w Afganistanie

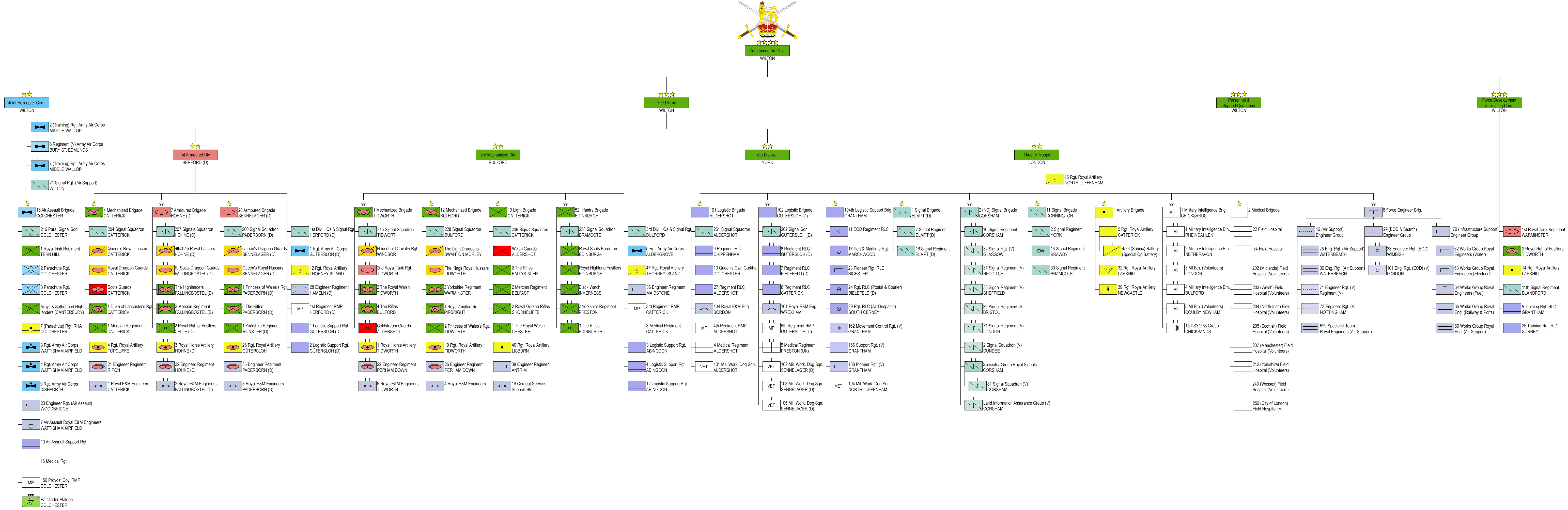
Struktura British Army w 2010

Zakończenie okresu zimnej wojny przyniosło dalsze ograniczenie liczebności British Army. Mimo to brytyjskie wojska angażowane są w liczne konflikty na całym świecie.
W 1991 roku około 45 000 żołnierzy brytyjskich zostało wysłanych do Iraku, stanowiąc trzecią pod względem wielkości armię koalicji antyirackiej podczas I wojny w Zatoce Perskiej.
Rok później, w 1992 roku armia brytyjska wysłana została do Jugosławii w ramach misji ONZ – UNPROFOR. Żołnierze brytyjscy pozostają na obszarze byłej Jugosławii do dziś, wypełniając kolejno misje IFOR (1995–1996) i SFOR (1996–2004) kierowane przez NATO oraz EUFOR Althea (od 2004), prowadzoną przez Unię Europejską.
Wielka Brytania była jednym z głównych uczestników interwencji NATO w Afganistanie w 2001 roku oraz II wojny w Zatoce Perskiej w 2003 roku. Armia została wycofana z Iraku w 2009 roku, a z Afganistanu w 2014 roku, w obu pozostawiając niewielki personel wojskowy, odpowiedzialny za szkolenie lokalnych żołnierzy i policjantów.

## Wyposażenie

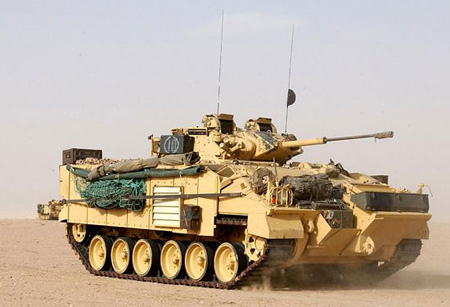
Bojowy wóz piechoty MCV-80 Warrior

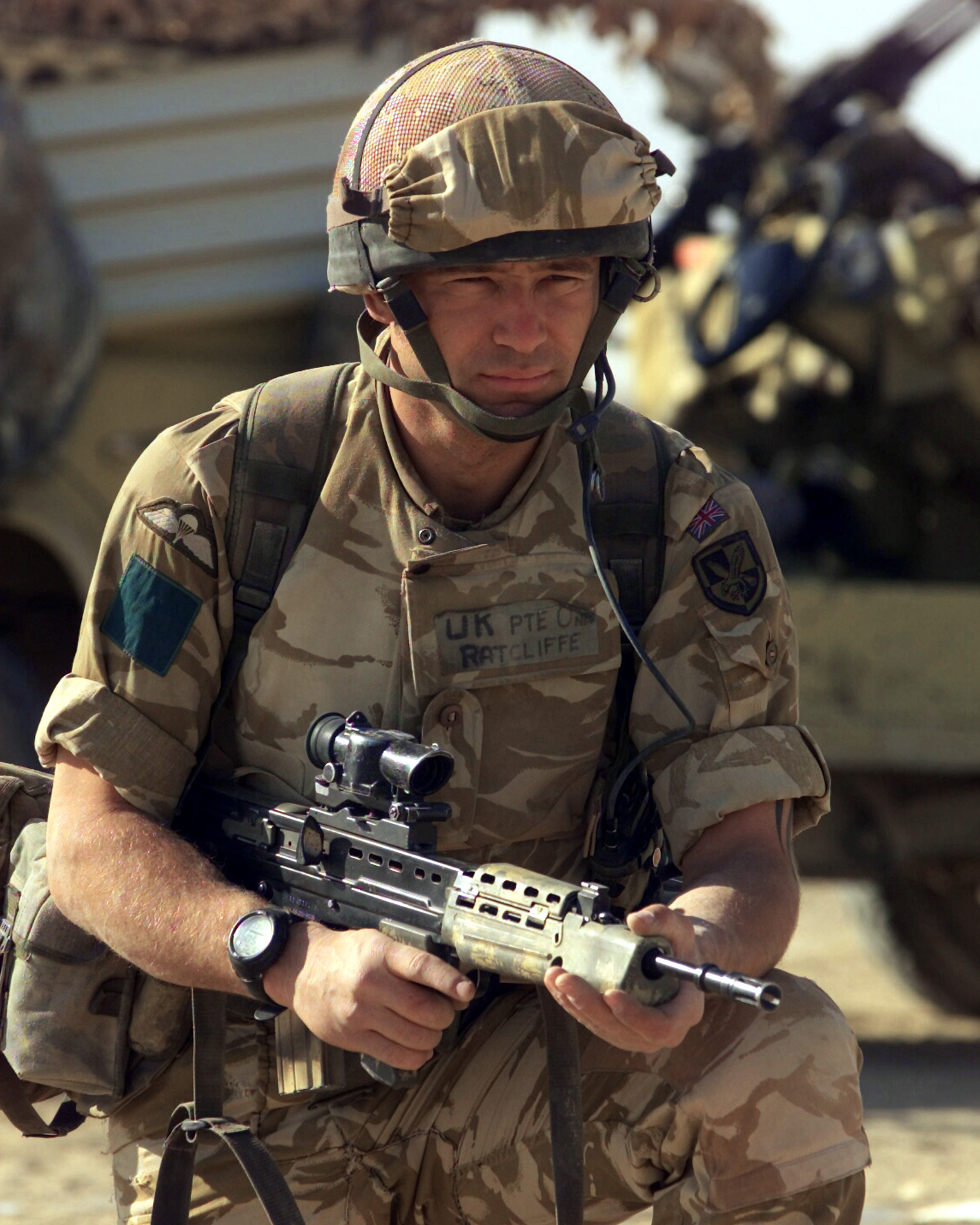
Żołnierz brytyjski uzbrojony w karabin L85A2 w Iraku

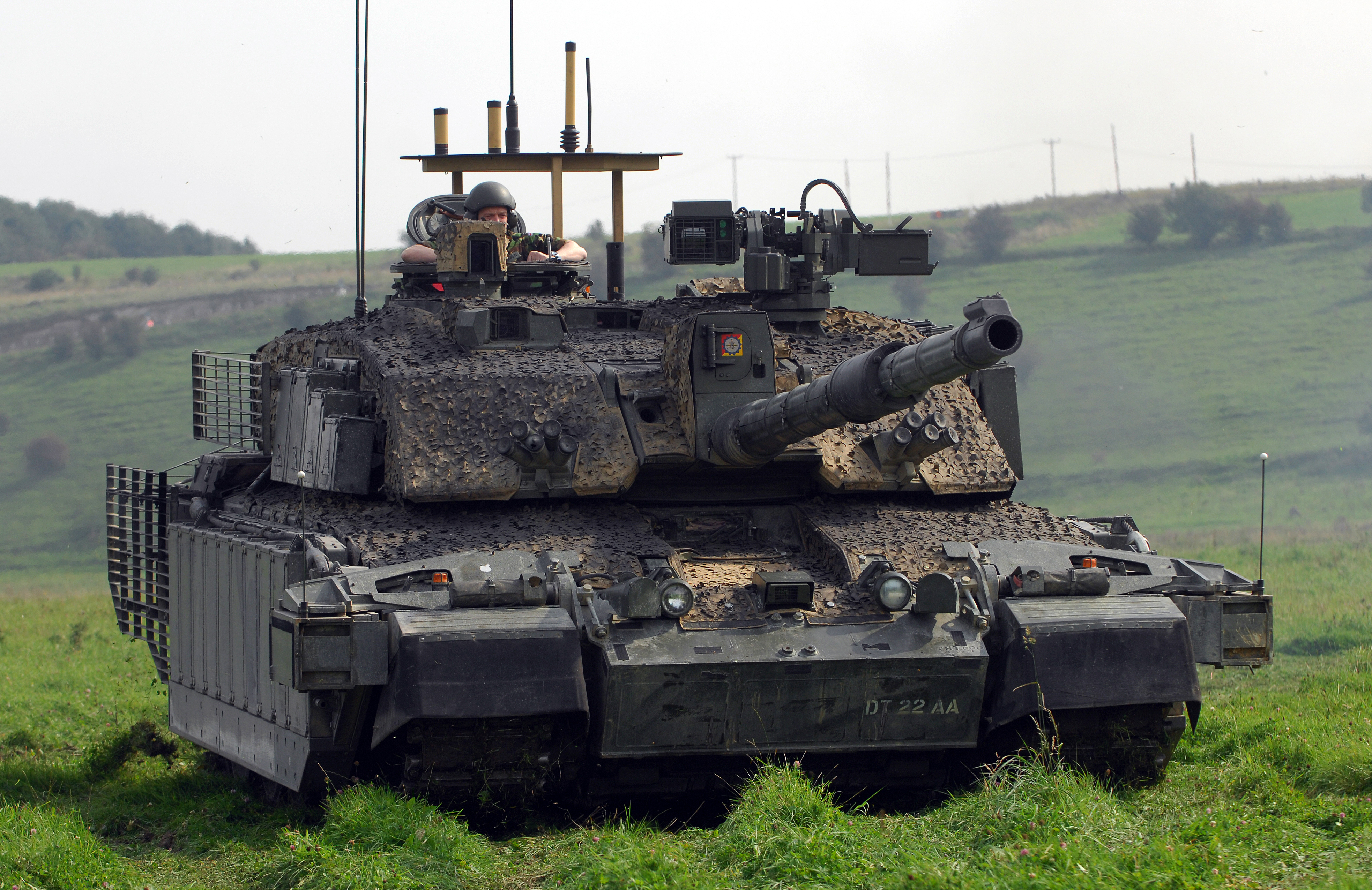
Czołg Challenger 2

Podstawową bronią na wyposażeniu British Army jest rodzina karabinów SA-80 obejmująca m.in. karabiny szturmowe L85 oraz ręczne karabiny maszynowe L86. Rolę broni osobistej pełnią pistolety L9A1 oraz Glock 17. Wsparcie ogniowe zapewniane jest przez lekkie karabiny maszynowe L7 GPMG oraz FN Minimi, granatniki podwieszane L17A2 (montowane w karabinach L85), granatniki automatyczne 40mm HK GMG oraz moździerze kalibru 51 i 81 mm. Wykorzystywane karabiny wyborowe to L96A1, L115A1 oraz AW50F, wszystkie produkowane przez Accuracy International, a także wprowadzony w 2010 L129A1. Dodatkowo używany jest wielkokalibrowy karabin wyborowy L82A1 i strzelba L128A1.
Podstawowymi pojazdami w British Army są Land Rover Wolf oraz Land Rover Defender. Czołgiem podstawowym jest Challenger 2, a funkcję bojowego wozu piechoty pełni MCV-80 Warrior. Dodatkowo w służbie pozostają pojazdy opancerzone należące do rodziny CVR(T) oraz FV430. W latach 2000. zakupiono nowe pojazdy patrolowe, w tym głównie transportery klasy MRAP typu Cougar oraz samochody Panther i Foxhound.
Na wyposażeniu armii znajdują się samobieżne wyrzutnie rakietowe MLRS, działa samobieżne AS-90 oraz haubice L118.
Armia wykorzystuje dwa systemy przeciwlotnicze: pociski rakietowe Rapier oraz lżejsze pociski krótkiego zasięgu typu Starstreak.
Bezpośrednie wsparcie z powietrza zapewnia, obok Royal Air Force, Army Air Corps (AAC). Na wyposażeniu AAC znajdują się śmigłowce szturmowe Westland WAH-64 Apache oraz Westland Lynx, wykorzystywane do transportu, zwiadu i eskorty, dawniej również do zwalczania broni pancernej.
Poza tym AAC wykorzystuje śmigłowce Westland Gazelle, Bell 212, Eurocopter Dauphin oraz samoloty Britten-Norman Islander.

## Stopnie wojskowe

### Oficerowie
|                 |         |                    |                 |                 |           |                    |       |         |            |                   |      |
| Kod NATO        | OF-10   | OF-9               | OF-8            | OF-7            | OF-6      | OF-5               | OF-4  | OF-3    | OF-2       | OF-1              | OF-1 |
| Wielka Brytania |         |                    |                 |                 |           |                    |       |         |            |                   |      |
| Field Marshal¹  | General | Lieutenant General | Major General   | Brigadier       | Colonel   | Lieutenant Colonel | Major | Captain | Lieutenant | Second Lieutenant |      |
| Marszałek polny | Generał | Generał broni      | Generał dywizji | Generał brygady | Pułkownik | Podpułkownik       | Major | Kapitan | Porucznik  | Podporucznik      |      |

¹ – tylko podczas wojny oraz stopień honorowy

### Podoficerowie i szeregowi
| Kod NATO                              | OR-9                      | OR-9                                               | OR-8                      | OR-8                           | OR-7     | OR-6/OR-5           | OR-4                            | OR-3              | OR-2                      | OR-1 |
| ------------------------------------- | ------------------------- | -------------------------------------------------- | ------------------------- | ------------------------------ | -------- | ------------------- | ------------------------------- | ----------------- | ------------------------- | ---- |
| Wielka Brytania                       |                           |                                                    |                           |                                |          |                     |                                 |                   |                           |      |
| Warrant Officer Class One (Conductor) | Warrant Officer Class One | Warrant Officer Class Two (Quartermaster Sergeant) | Warrant Officer Class Two | Staff Sergeant/Colour Sergeant | Sergeant | Corporal/Bombardier | Lance-Corporal/Lance-Bombardier | Private Class 1-3 | Private Class 4 (Recruit) |      |
| Starszy chorąży sztabowy              | Starszy chorąży sztabowy  | Starszy chorąży                                    | Starszy chorąży           | Starszy sierżant               | Sierżant | Starszy kapral      | Kapral                          | Starszy szeregowy | Szeregowy                 |      |